# Martin Wabl
Martin Wabl (* 6. Jänner 1945 in Semriach, Steiermark) ist ein österreichischer Politiker und Jurist.

## Leben

### Biografie
Martin Wabl hat vier Brüder, darunter der Politiker Andreas Wabl und der Mikrobiologe Matthias Wabl.
Nach dem Besuch der Volksschule und des Gymnasiums in Graz studierte Wabl Rechtswissenschaft an der Universität Graz und erlangte 1967 seine Promotion. Ab 1972 war er als Richter am Bezirksgericht Fürstenfeld tätig.
Seine politische Karriere begann Wabl als Parteimitglied der Sozialdemokratischen Partei Österreichs (SPÖ), als er im Jahr 1980 in den Gemeinderat der Stadt Fürstenfeld gewählt wurde. Er hielt sein Mandat daraufhin bis 2005. Ebenfalls im Jahr 1980 erfolgte Wabls Wahl zum Vizebürgermeister von Fürstenfeld, ein Amt, das dieser bis 1985 bekleidete. Im Anschluss daran, von 1985 bis 1991, war er Stadtrat.
Wabl war nicht nur auf kommunaler Ebene, sondern auch im Land und Bund politisch tätig. So wurde er von 1981 bis 1986 und von 1991 bis 1994 als Abgeordneter der SPÖ in den steirischen Landtag gewählt. Auch saß er zwischen 1979 und 1994 mit Unterbrechungen im Bundesrat in Wien. Mitte der 1990er Jahre trat Wabl aus der SPÖ aus. Als fraktionsloser Bundesrat von Oktober bis Dezember 1994 und als steirischer Landtagsabgeordneter von 1996 bis 1999 – der sein Mandat den Grünen verdankte – komplettierte Wabl seine Laufbahn. Bei der Nationalratswahl 2013 kandidierte Wabl auf der Liste der Christlichen Partei Österreichs (CPÖ).
Seit 2023 ist er Ortsvorsitzender des Pensionistenverbandes Fürstenfeld. und Mitglied der SPÖ.
Martin Wabl ist verheiratet und Vater von drei Kindern.
Er ist seit 2009 Ehrenbürger der Stadt Fürstenfeld

### Kandidat für das Amt des Bundespräsidenten
Wabl versuchte fünfmal – 1998, 2004, 2010, 2016 und 2022 –, sich als parteiloser Kandidat für das Amt des Bundespräsidenten aufstellen zu lassen. Doch von den erforderten 6000 Unterstützungserklärungen, die eine Kandidatur erst ermöglicht hätten, hatte er 1998 nur 3600 und 2004 nur 2500 Unterschriften erhalten; ein Antreten bei der Wahl war also nicht möglich. Auch 2010 scheiterte er an der Hürde von 6000 Unterstützungserklärungen. Dem Versuch 2016 war wieder kein Erfolg beschieden, den fünften Versuch im Jahr 2022 brach Wabl selbst vorzeitig ab.

### Tätigkeit als Buchautor
Martin Wabl ist vor allem als investigativer Jurist in Österreich bekannt geworden. So beschäftigte ihn vor allem der Fall Natascha Kampusch. 2007 publizierte er unter dem Titel Natascha Kampusch und mein Weg zur Wahrheit seine Sicht der Dinge. Er vertritt die These, Kampusch wäre von mindestens zwei Entführern verschleppt worden. Auch, so Wabl, hätte Kampuschs Mutter, Brigitta Sirny, Mitschuld am Verschwinden ihrer Tochter gehabt. Diese klagte Wabl auf Unterlassung und bekam im November 2008 vor dem Bezirksgericht in Gleisdorf recht.

### Humanitäres Engagement
In der Pension stand er Menschen in Rechtsfragen unentgeltlich zur Seite. Deswegen wurde er zu einer Geldstrafe verurteilt, die er beeinspruchte. Der Unabhängige Verwaltungssenat gab ihm diesbezüglich recht.